# 東京都交通局8900形電車
東京都交通局8900形電車（とうきょうとこうつうきょく8900がたでんしゃ）は、2015年（平成27年）に登場した東京都交通局の路面電車車両。

## 概要
都電荒川線で使用されている7000形を置き換えるために導入された。基本性能は8800形と同じであるが、前照灯・尾灯など車体各部のデザインに変更が加えられている。2015年9月18日に8901・8902（オレンジ）、同年12月に8903・8904（ブルー）、翌年2016年3月に8905・8906（ローズピンク）、さらに同年8月に8907・8908（イエロー）が営業運転を開始した。1両あたりの製造費は1億8000万円。なお、当初は16両導入予定だったが8両で導入を取りやめ、残りは7000形を大規模改修した7700形の導入に置き換えられている。

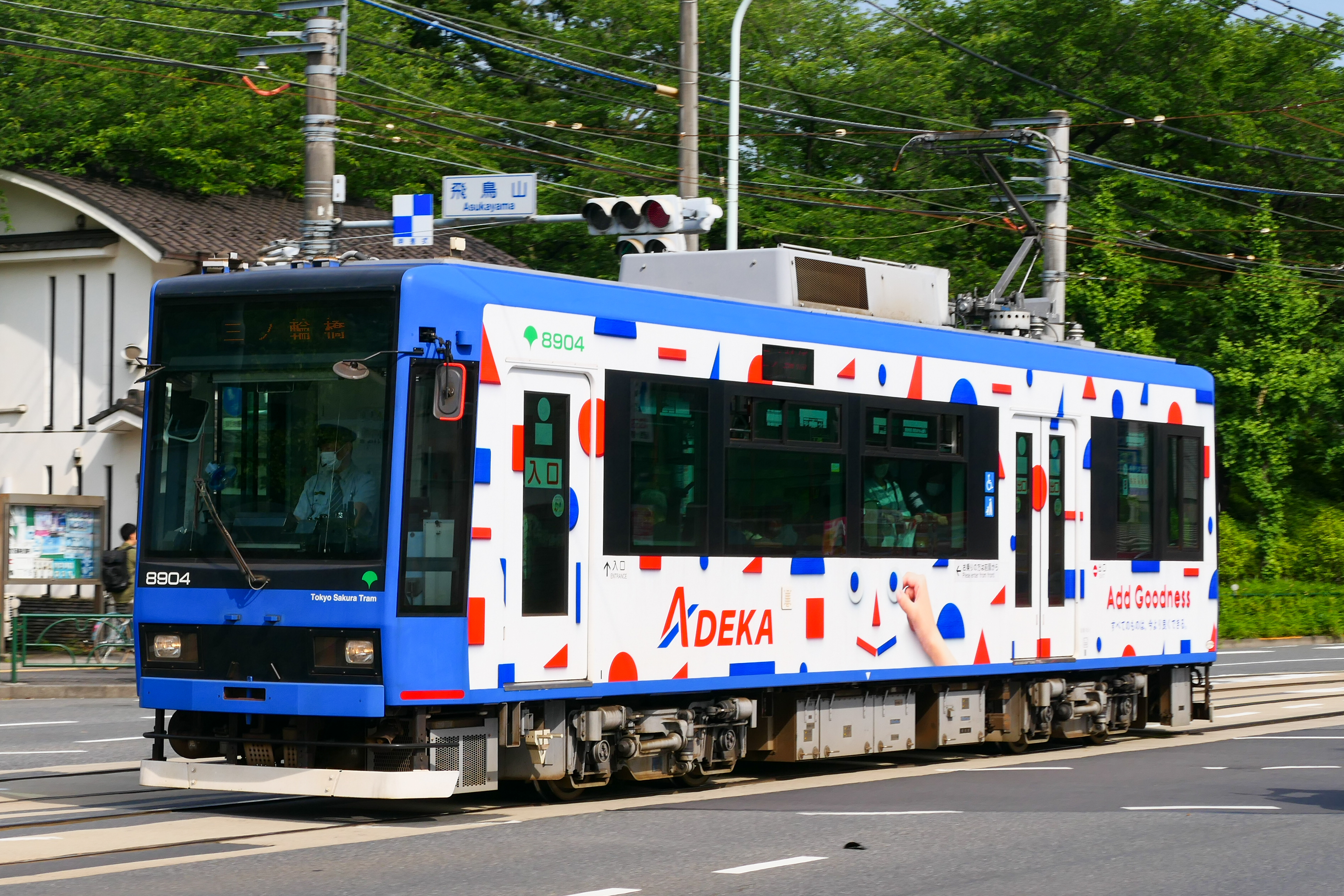
8904号車（ブルー）
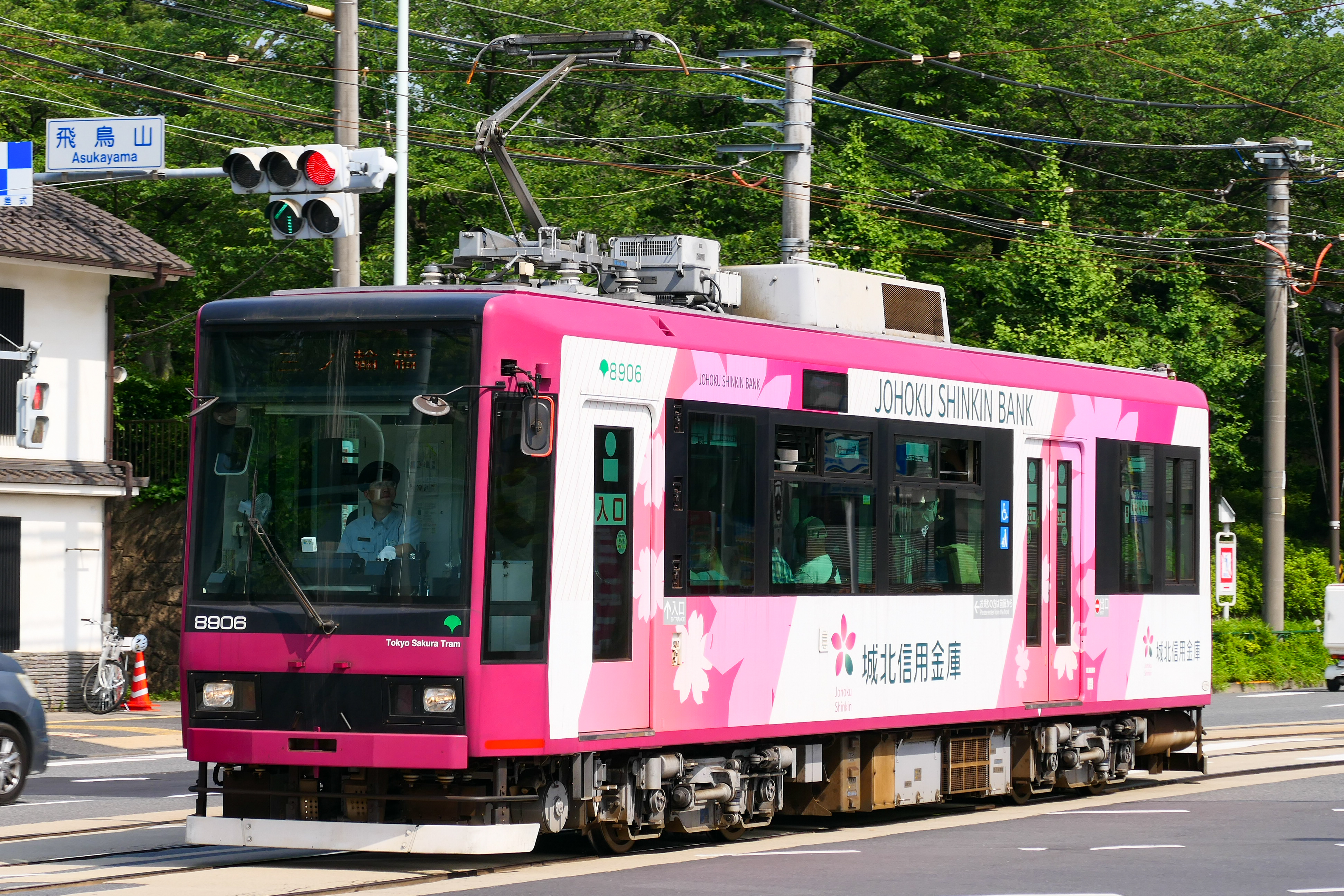
8906号車（ローズピンク）
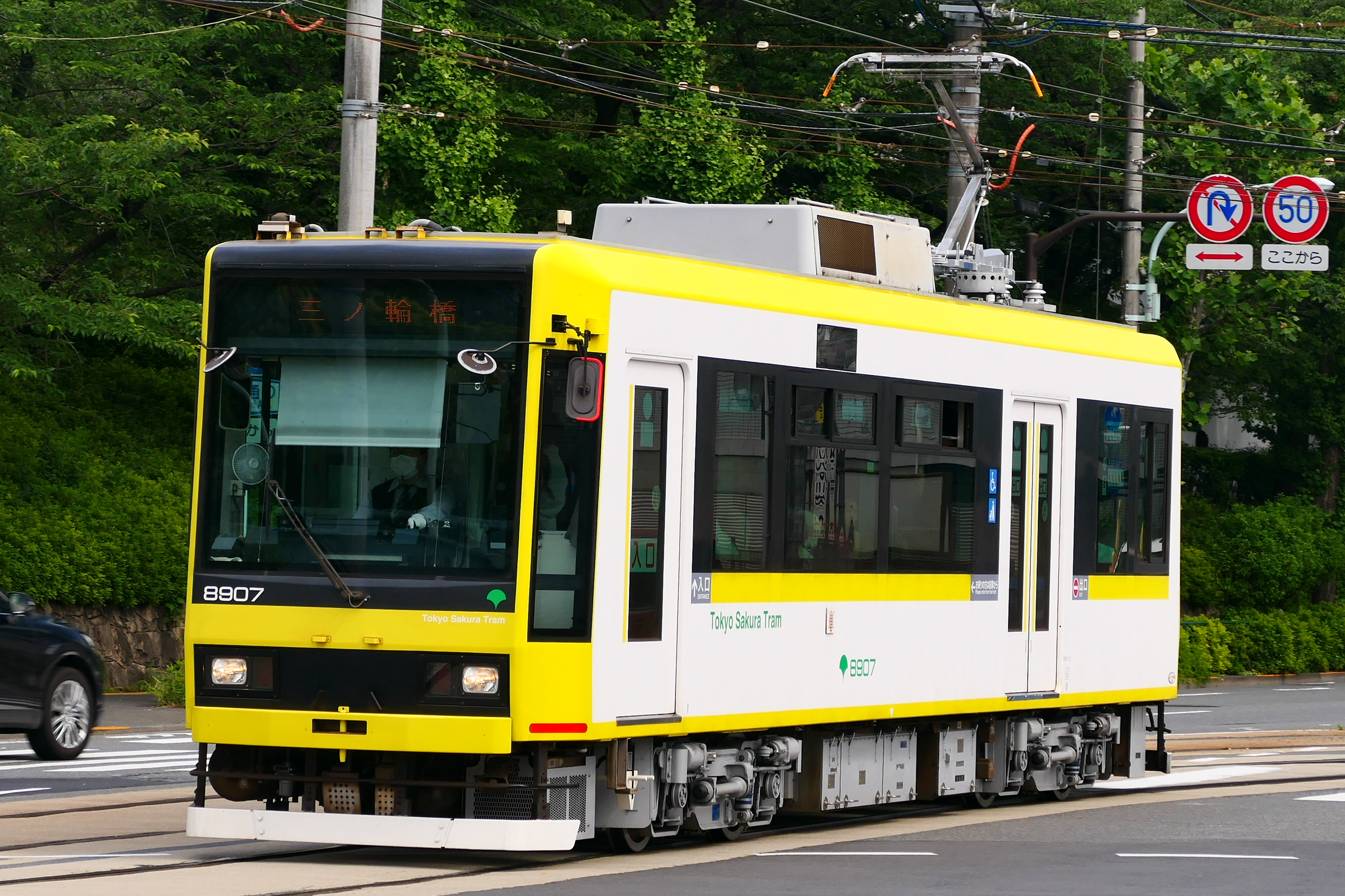
8907号車（イエロー）

## 構造

### 車体
2009年（平成21年）に登場した8800形を基本とし、「人にやさしい」を設計コンセプトに客室内や運転台の見直しが行われた。8800形の使用実績をもとに現場サイドから意見を吸い上げ、設計に反映させており、さまざまな改良が加えられている。
外観デザインについては、先頭形状と側窓周囲の塗り分けが直線を基調としたすっきりしたデザインとしている。これは元は8800形開発時に公募された3つのデザイン案のうち、3番目の「都会的イメージを表現した、直線基調のデザイン」とほぼ同じであり、丸みを帯びた8800形と対照的に角ばったデザインとなっている。運転台脇の視界を広くすることで、安全性の向上を図っている。正面は平面ガラスを使用。塗色は、8800形を基に白をベースとして前頭部と車体側面にオレンジ・ブルー・ローズレッド・イエローの4つのラインを配色している。屋根上には集中形の冷房装置・集電装置（シングルアーム式）・アレスタ（避雷器）・ヒューズボックス（主回路用とパンタ用）を搭載しているが、従来車が屋根上に搭載していた補助電源装置は機器の小型化に伴い床下への搭載に変更、屋根上はパンタグラフと冷房装置のみというすっきりしたものとなっている。

### 主要機器
制御装置は東洋電機製造製IGBT素子によるVVVFインバータ制御を採用しており、主電動機は出力60kWのかご形三相誘導電動機を2台搭載している。
ブレーキ方式は回生・発電ブレーキ併用電気指令式空気ブレーキを採用しており、応荷重制御や保安ブレーキの他、ワンマン運転のため、保安装置であるデッドマン装置が付けられている。ブレーキ時において、回生ブレーキにより架線電圧が上昇して回生ブレーキが失効した場合でも、発電ブレーキが掛かることで、安定した電気ブレーキ力の継続を図ることができる、回生・発電ブレンディングブレーキ機能が付いている。
補助電源装置はIGBT素子を使用した静止形インバータ（SIV・定格出力21kVA）を採用している。

### 台車
台車はFS91-C形2軸ボギー台車で、軸距は1600mmであり、減速比は85/13で、歯車比は6.54である。

### 車内設備
車内の座席はバラの模様が入った青色のもので、都電荒川線のマスコットキャラクター「とあらん」がデザインされている。8800形と同様に優先席・ロングシート･車椅子スペースを点対称に配置したものであるが、運転席右側へのアクリル製の仕切りの新設、手すり部分の降車用押しボタンの増設、ロングシート腰掛の袖仕切りの大型化、優先席の袖仕切りの小型化で通路幅が75mm拡大されている。運転席背部には、15インチの液晶表示器を左右2つ並べた構造の車内案内表示器が取り付けられており、床材は8800形の大理石を意識したものから御影石を意識したものに変更された。
手すりはオレンジ色とし、表面に凹凸を付けて滑り止め効果を図っており、形状を通路側に湾曲することで立席客に握りやすいようにしているが、優先席では乗客の乗降りを円滑にするためこれを直立させている。つり手の一部にはハート型のつり手が設置された（8901号車のみ）。降車用押しボタンが8800形のものから変更されており、広告吊りは7000形の廃車発生品を再利用している。前面と側面の行先表示器はLED式となり、客室扉には扉開閉予告灯が取付けられており、窓ガラスには紫外線・熱線吸収ガラスが採用されている。また、環境への配慮として、7022号での試験採用以外では都電荒川線車両初となるLED式車内照明が採用された。
運転台は8800形を踏襲しているが、スイッチ類の配置を見直し、通常運行時に使用するものを左手側へ、折り返し時に使用するものを右手側へ集中配置することで乗務環境の改善を図っている。

## その他

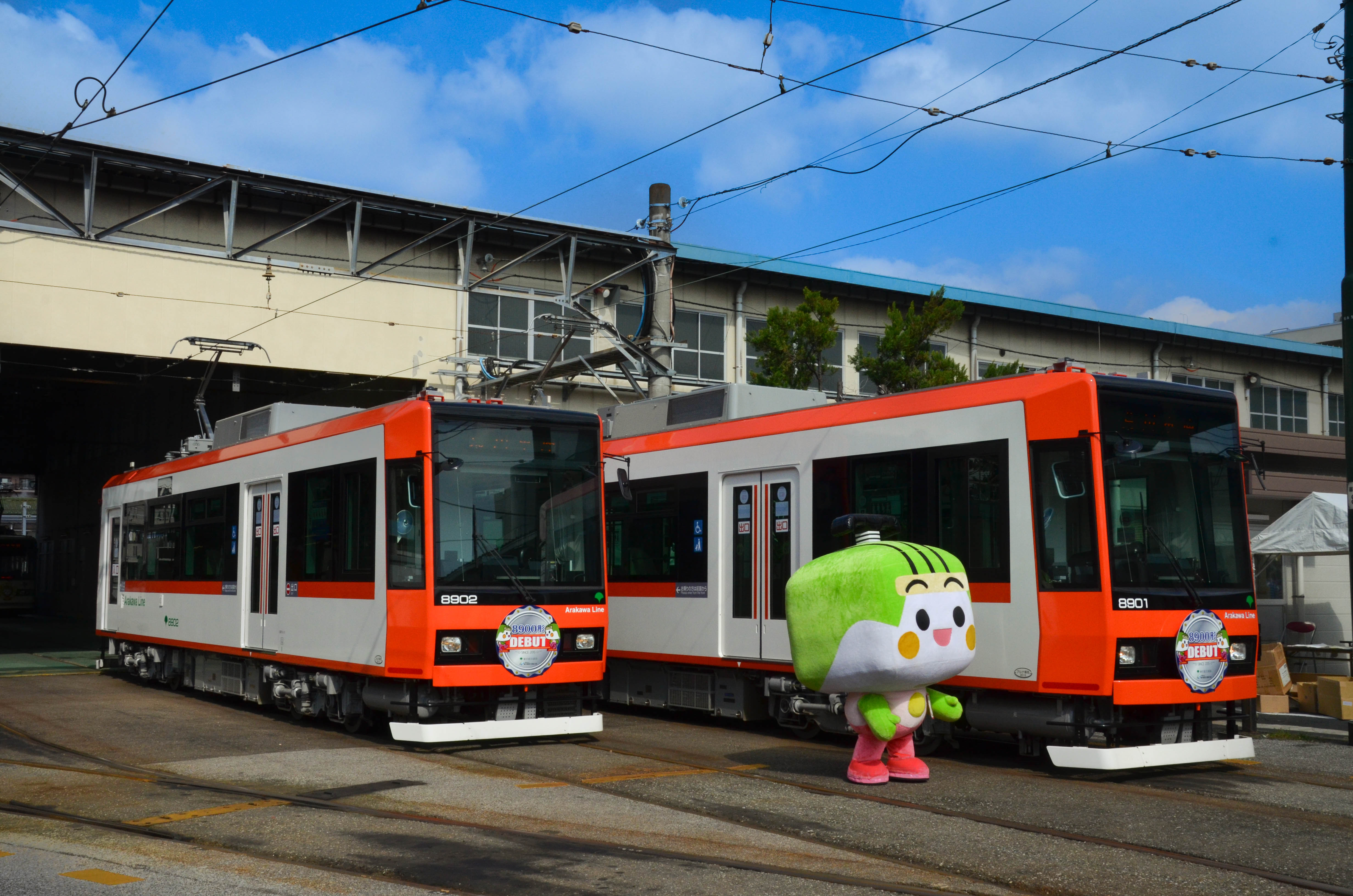
デビュー記念ヘッドマークを装着した8901号車・8902号車と都電荒川線マスコットキャラクター「とあらん」
（2015年10月18日 荒川電車営業所）

アルナ車両で最初に落成した8901・8902の2両は2015年8月24日に荒川電車営業所へ搬入され、8月27日から試運転が行われた。同年9月18日、「とあらん」が描かれたデビュー記念ヘッドマークを装着して営業運転を開始した。その後、同年10月18日に荒川電車営業所で開催された「荒川線の日」記念イベントでは、2両が撮影会展示車両や臨時電車の運転に充当された。さらに同年11月30日未明に8903・8904が荒川電車営業所に搬入され、それぞれ12月8日と12月9日より営業を開始した。8905と8906が2016年3月14日より営業を開始した。8907と8908が同年8月1日から営業を開始した。8900形の導入に伴い、7000形7007が同年5月31日に、7026が同年6月28日、7013・7025が同年9月17日、7019・7023が同年12月8日、7031が2016年2月14日、7018が同年3月13日、7015が3月27日にそれぞれ営業運転を終了した。